# Johann Werner Mödlhammer
Johann Werner Mödlhammer (* 16. Juli 1932 in Oberndorf bei Salzburg; † 7. November 2017 ebenda) war ein österreichischer katholischer Theologe. Er war Professor für Fundamentaltheologie und Ökumene in Salzburg mit Schwerpunkt auf der Reformationstheologie.

## Leben
Werner Mödlhammer studierte Katholische Theologie und Philosophie an der Paris-Lodron-Universität Salzburg und in Paris am Institut catholique de Paris. 1957 empfing er im Salzburger Dom die Priesterweihe. Er war Kooperator in Mayrhofen und Straßwalchen, danach als Vikar in Hallein.
Nach einem Studienaufenthalt über Charles de Foucauld und den Islam in Marokko 1965/66 war er von 1966 bis 1973 Wissenschaftlicher Assistent am Institut für Dogmatik an der Theologischen Fakultät der Universität Salzburg. 1969 wurde er mit der Arbeit „Kirche und Welt bei Paul Tillich. Nachkonziliare Untersuchungen zum theologischen Ansatz“ zum Dr. theol. promoviert. 1973/74 war er Assistent am Institut für Ökumenische Theologie der Universität Salzburg. 1976 habilitierte er sich für das Fach Ökumenische Theologie unter besonderer Berücksichtigung der protestantischen Theologie mit der Untersuchung „Anbetung und Freiheit. Theologisch-anthropologische Reflexionen zur Theologie Dietrich Bonhoeffers“. Kurz darauf übernahm Mödlhammer die Leitung der neugegründeten Studienabteilung für Reformatorische Theologie. 1977 wurde er Lehrbeauftragter an der Universität Wien. Während seines Habilitationsstudiums war er einige Jahre Spiritual im Priesterseminar in Salzburg. 1992 erhielt er einen Ruf auf den Lehrstuhl für Fundamentaltheologie und Ökumene in Salzburg. Am 30. September 2000 emeritierte er an der Theologischen Fakultät der Universität Salzburg.
Ein besonderes Anliegen war ihm die christliche Ökumene, und er hatte in ökumenischen Kommissionen und Arbeitskreisen der Erzdiözese Salzburg und im weltkirchlichen Bereich den Vorsitz inne. Er war zudem Mitglied im Priesterrat, in der Ökumene-Kommission, in der gemischt katholisch-evangelischen Kommission, im Ökumenischen Rat der Kirchen in Österreich und in der Ökumene-Kommission der Österreichischen Bischofskonferenz.

## Schriften (Auswahl)
- 1. Kirche und Welt bei Paul Tillich. Nachkonziliare Untersuchungen zum theologischen Ansatz (= Dissertationen der Universität Salzburg. Band 3). Notring, Wien 1971, OCLC 251468970 (zugleich Dissertation, Salzburg 1968).
- Anbetung und Freiheit. Theologisch-anthropologische Reflexionen zur Theologie Dietrich Bonhoeffers. Müller, Salzburg 1976, ISBN 3-7013-0540-4.
- mit Karl Erwin Schiller: Ketzer und Christ. Das Christuszeugnis Martin Luthers im Spiegel des II. Vatikanischen Konzils. Veritas Verlag, Linz 1983, ISBN 3-85329-370-0.
- Glaube und Macht. Antrittsvorlesung gehalten am 8. Juni 1983 an der Universität Salzburg (= Salzburger Universitätsreden. Band 76). Pustet, Salzburg 1985, ISBN 3-7025-0237-8.